# Decipha berenice
Decipha berenice är en insektsart som först beskrevs av Ronald Gordon Fennah 1957.  Decipha berenice ingår i släktet Decipha och familjen Ricaniidae. Inga underarter finns listade i Catalogue of Life.